# Heinrich IV. von Praunheim
Heinrich IV. von Praunheim (* um 1260, genannt ab 1279; † zwischen 1303 und 1305) aus der Familie der Ritter von Praunheim war ab 1279 – mit Unterbrechungen – Reichsschultheiß der Reichsstadt Frankfurt am Main.

## Familie
Sein Vater war Heinrich III. von Praunheim, ebenfalls Reichsschultheiß von Frankfurt, seine Mutter Gertrud von Fraunstein.
Verheiratet war Heinrich IV. mit einer Liutgard, deren Familienname nicht bekannt ist. Aus dieser Ehe gingen hervor:
- Wolfram IV.,
- Rudolf II., ebenfalls Reichsschultheiß,
- Elisabeth,
- Kusa, auch: Guda, heiratete den Friedberger Burgmannen Johann von Cleen, der sich mit seinem Schwager, Rudolf II. von Sachsenhausen in einen langjährigen Erbstreit verwickelte und dabei auch nicht vor einer Fehde zurückschreckte.
- Gertrud war mit Ruprecht Schenk zu Schweinsberg verheiratet, der Senior seiner Familie war.

Heinrich IV. starb noch vor seinem Vater.

## Politik
1279 / 1280 wird Heinrich IV. als Unterschultheiß bezeichnet, während sein Vater als Oberschultheiß auftritt. 1280 ist er dann (alleiniger) Schultheiß, was bis 1284 währt, dann wird er erneut 1288, 1291 und 1300 bis 1303 als Schultheiß genannt. In den Zwischenräumen nehmen eine Reihe anderer Adeliger das Amt wahr. Es gibt auch überlappende Amtszeiten, in denen die Beteiligten als Ober- und Unterschultheiß handeln. Diese Amtswechsel und das Aufteilen des Schultheißenamtes auf mehrere Träger spiegeln einen Konflikt um das Reichsschultheißenamt wider, dessen Befugnisse gegenüber einem immer machtvoller handelnden städtischen Patriziat schwinden, das zunehmend autonomer gegenüber dem Reich agiert und versucht, die Ritter aus der städtischen Politik zu drängen.